# Banco Popular (Costa Rica)
El Banco Popular y de Desarrollo Comunal conocido como Banco Popular es una entidad financiera pública costarricense creado en 1969.
Fue la primera organización pública de Centroamérica en establecer la participación de al menos un 50 % de mujeres en sus órganos de decisión.

## Historia
El Banco Popular fue fundado en 1969 por el Gobierno costarricense para fomentar el desarrollo económico.
El 14 de abril de 1986, se forma la primera Asamblea de Trabajadores.
En 1993 el Banco Popular adquiere una concesión para operar en el mercado bursátil. A partir del año 2000, con la reforma a la Ley 7732: Ley Reguladora del Mercado de Valores, nace Popular Valores S.A.
En 2000 se crea la división de pensiones y en 2008 se crea la división de seguros.